# Patti LaBelle (Album)
Patti LaBelle ist das Debütalbum der US-amerikanischen Soul-Sängerin Patti LaBelle aus dem Jahre 1977. Es ist das erste Album, das LaBelle nach 16 Jahren in ihrer Band Labelle (ursprünglich Patti LaBelle and the Bluebelles) solo aufnahm. Am 13. Oktober 1977 wurde das Album bei CBS Records, Columbia Records und WestSide Records veröffentlicht. Bekannt ist das Album für seinen Dance-Hit Joy to Have Your Love, die Gospel-inspirierte Ballade You Are My Friend und das Midtempo-Stück I Think About You von Angelo "Funky Knuckles" Nocentelli, das in der dritten Staffel der Serie RuPaul’s Drag Race gespielt wurde.

## Hintergrundinformationen
Bevor Labelle das Album aufnahm, wollte sie sich, nach fast 20 Jahren als Lead-Sängerin ihrer erfolgreichen Girlgroup Labelle, aus dem Musikgeschäft zurückziehen. Nachdem sich die Gruppe im März 1977 getrennt hatte, kam es zu Spannungen in ihrer acht Jahre dauernden Ehe mit Armstead Edwards, sie suchten eine Eheberatung auf. Nachdem sie ihre Differenzen beigelegt hatten, wurde ihr Ehemann nun auch ihr Manager. Labelle ging ins Studio und begann mit den Arbeiten an ihrem gleichnamigen Debütalbum. Labelle nahm das Album in New Orleans auf. David Rubinson fungierte als Produzent, wie schon auf Labelles letztem Album vor ihrer Trennung von ihrer Band, Chameleon, später arbeitete Rubinson etwa mit den Pointer Sisters.
Labelle unterschrieb einen Plattenvertrag bei Epic Records. Die Veröffentlichung ihres Debütalbums wurde für den Oktober 1977 angekündigt. Während dieser Zeit wurde die erste Single Joy to Have Your Love ein kleiner R&B-Hit, und die Dance-Nummer Dan Swit Me war in den Dance-Charts recht erfolgreich. Das erfolgreichste Stück des Albums war eine Ballade mit dem Titel You Are My Friend, komponiert von LaBelle, Edwards und LaBelles Mentor, James "Budd" Ellison. Sie sang das Lied erstmals in London vor Publikum und erntete sofort stehende Ovationen, was Labelle Motivation für ihre weitere Karriere gab. Das Album war ein moderater Erfolg und erreichte Platz 62 in den Billboard 200 und Platz 31 in den R&B-Alben-Charts. Die Musikkritiker lobten Labelles Debütalbum.

## Rezeption
Ron Wynn von Allmusic.com schrieb, zu jener Zeit sei Labelle noch im Begriff gewesen, ihre Nische zu finden. Ihre späteren Markenzeichen seien noch nicht alle zu hören. Neben Pop- und Soul-Coversongs sei auch „eigenartiges Material“ wie Willie Dixons You Can’t Judge a Book by the Cover zu hören. Er vergab drei von fünf Sternen.

## Titelliste
1. "Joy to Have Your Love" (Jeffrey Cohen, Ray Parker, Jr., Budd Ellison)
2. "Funky Music" (Barrett Strong, Norman Whitfield)
3. "Since I Don't Have You" (Wally Lester, Joe VerScharen, Joseph Rock, James Beaumont, Jackie Taylor)
4. "Dan Swit Me" (Jeffrey Cohen, Ray Parker, Jr., David Rubinson, Armstead Edwards)
5. "You Are My Friend" (Patti LaBelle, Budd Ellison, Armstead Edwards)
6. "You Can’t Judge a Book by the Cover" (Willie Dixon)
7. "I Think About You" (Angelo "Funky Knuckles" Nocentelli)
8. "Do I Stand a Chance?" (Patti LaBelle, Budd Ellison, Armstead Edwards)
9. "Most Likely You Go Your Way (And I'll Go Mine)" (Bob Dylan)